# Федеративные Штаты Микронезии на летних Олимпийских играх 2004
Микронезия принимала участие в Летних Олимпийских играх 2004 года в Афинах (Греция) во второй раз за свою историю, но не завоевала ни одной медали. Сборную страны представляло 5 спортсменов (в том числе — две женщины), принимавшие участие в соревнованиях по лёгкой атлетике, плаванию и тяжёлой атлетике.

## Лёгкая атлетика
Спортсменов — 2
Мужчины
| Спортсмен   | Вид  | Забег     | Забег | Четвертьфинал | Четвертьфинал | Полуфинал | Полуфинал | Финал     | Финал     |
| Спортсмен   | Вид  | Результат | Место | Результат     | Место         | Результат | Место     | Результат | Место     |
| ----------- | ---- | --------- | ----- | ------------- | ------------- | --------- | --------- | --------- | --------- |
| Джон Ховард | 100м | 10,85     | 7     | Не прошёл     | Не прошёл     | Не прошёл | Не прошёл | Не прошёл | Не прошёл |

Женщины
| Спортсмен        | Вид  | Забег     | Забег | Четвертьфинал | Четвертьфинал | Полуфинал | Полуфинал | Финал     | Финал     |
| Спортсмен        | Вид  | Результат | Место | Результат     | Место         | Результат | Место     | Результат | Место     |
| ---------------- | ---- | --------- | ----- | ------------- | ------------- | --------- | --------- | --------- | --------- |
| Эвангелин Икелап | 100м | 13,50     | 7     | Не прошла     | Не прошла     | Не прошла | Не прошла | Не прошла | Не прошла |

## Плавание
Спортсменов — 2
Мужчины
| Спортсмен         | Вид               | Заплыв    | Заплыв | Полуфинал | Полуфинал | Финал     | Финал     |
| Спортсмен         | Вид               | Результат | Место  | Результат | Место     | Результат |           |
| ----------------- | ----------------- | --------- | ------ | --------- | --------- | --------- | --------- |
| Андерсон Бонабарт | 50м вольный стиль | 26,75     | 68     | Не прошёл | Не прошёл | Не прошёл | Не прошёл |

Женщины
| Спортсмен      | Вид               | Заплыв    | Заплыв | Полуфинал | Полуфинал | Финал     | Финал     |
| Спортсмен      | Вид               | Результат | Место  | Результат | Место     | Результат |           |
| -------------- | ----------------- | --------- | ------ | --------- | --------- | --------- | --------- |
| Трэйси-Энн Рут | 50м вольный стиль | 31,26     | 65     | Не прошла | Не прошла | Не прошла | Не прошла |

## Тяжёлая атлетика
Спортсменов — 1
Мужчины
| Спортсмен         | Категория | Масса | Рывок | Рывок | Рывок | Толчок | Толчок | Толчок | Всего | Место |
| Спортсмен         | Категория | Масса | 1     | 2     | 3     | 1      | 2      | 3      | Всего | Место |
| ----------------- | --------- | ----- | ----- | ----- | ----- | ------ | ------ | ------ | ----- | ----- |
| Мануэль Мингинфел | 62 кг     | 61,53 | 115   | 120   | 120   | 147.5  | 147.5  | 152.5  | 272.5 | 10    |